# De Pellwormer
De Pellwormer ist eine monatlich seit 1996 erscheinende Heimatzeitschrift auf der nordfriesischen Insel Pellworm.

## Entstehungsgeschichte
Mitte der 1990er Jahre gründeten mehrere Pellwormerinnen und Pellwormer als eine Gesellschaft bürgerlichen Rechts den Arbeitskreis De Pellwormer mit dem Zweck, eine Zeitschrift für die Nordseeinsel Pellworm herauszubringen. Die erste Ausgabe der Zeitschrift erschien am 29. November 1996 noch in Schwarz-Weiß. Damals lag der inhaltliche Schwerpunkt auf Berichten über aktuelle Geschehnisse auf der Insel. Im Laufe der Zeit kristallisierten sich zunehmend auch historische Themen – eingebettet in regionale und überregionale Zusammenhänge – heraus, die teilweise als Serie über Monate oder auch Jahre erschienen.

## Inhalt
Im Laufe der Jahre gab es beispielsweise Artikel über Pellwormer, die im Zuge der Auswanderungswellen in die Neue Welt die Insel verließen, über mit Pellworm verbundene Persönlichkeiten wie Detlef von Liliencron und Rainer Maria Rilke sowie über die Anbindung an die Trinkwasserversorgung auf dem Festland. Die Chronik der Reederei Neue Pellwormer Dampfschiffahrtsgesellschaft und die sich im Laufe der Jahrhunderte verändernden Fährverbindungen zum Festland, die Zeit während der beiden Weltkriege und danach sowie Familiengeschichten waren weitere Themen.
Eine Mischung aus historischen Themen und aktuellen Berichten über alle Bereiche des Lebens auf der Insel hat sich bis heute erhalten. Familienanzeigen, Anzeigen der örtlichen Geschäftswelt, Vereinsnachrichten, Veranstaltungshinweise und Leserbriefe sind weitere Bestandteile. Die Zeitschrift erscheint im bebilderten Farbdruck und wird auf Papier aus nachhaltiger Waldwirtschaft gedruckt.
Im Jahre 2021 entstand als Abschlussarbeit des 39. Jahrganges der Henri-Nannen-Schule, einer Journalistenschule mit Sitz in Hamburg, die Sonderausgabe Einen Meter unter dem Meer – Die Herni-Nannen-Schule auf Pellworm. Mit ihren zahlreichen Beiträgen stellten die Teilnehmerinnen und Teilnehmer nahezu die gesamte Bandbreite des Insellebens dar.
De Pellwormer kann außerhalb von Pellworm in der Schlossbuchhandlung in Husum erworben werden und wird deutschlandweit im Abonnement bezogen. Die Zeitschrift wird in wissenschaftlicher Fachliteratur als Quelle herangezogen.